# Chu-kchou
Chu-kchou (čínsky znaky 户口) nebo chu-ťi (čínsky znaky 戶的) je restriktivní registrační systém zavedený na kontinentální Číně a Tchaj-wanu v 50. letech 20. století. Vztahuje se na povolení k trvalému pobytu na základě zákonem požadované registrace domácnosti.

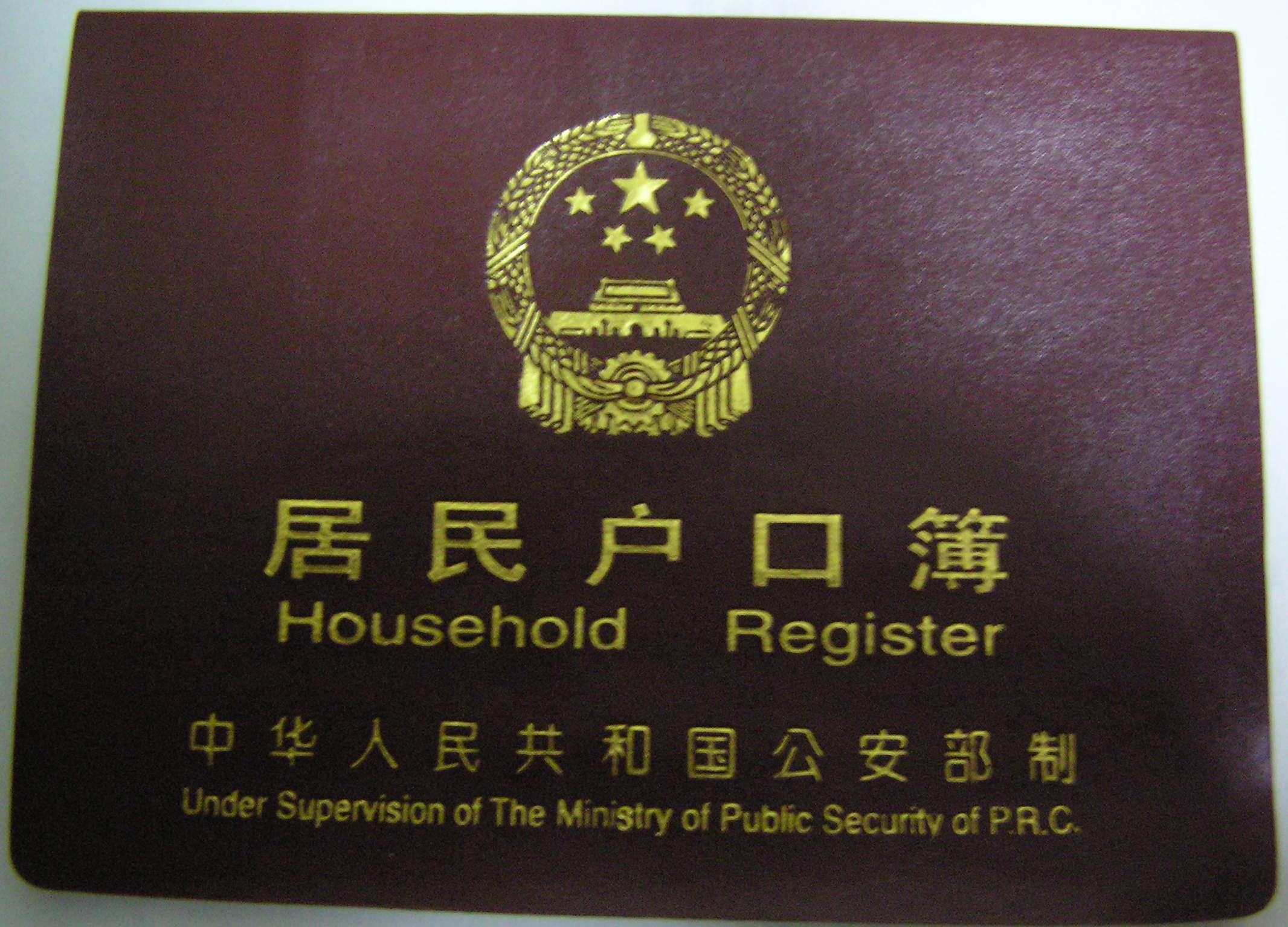
Záznam trvalého bydliště Chu-kchou

Registrace domácností oficiálně uznává osobu za osobou s bydlištěm v dané oblasti. Obsahuje informace, jako jsou: jméno, datum narození, jména a příjmení rodičů, jméno a příjmení manžela/manželky, je-li daná osoba vdaná/ženatý. Chu-kchou se může odvolávat i na rodinný rejstřík v mnoha kontextech, protože záznam v rejstříku domácnosti se pořizuje v rodině a obvykle obsahuje data narození, úmrtí, svatby, rozvodu, přestěhování se všech členů rodiny. Podobný systém registrace domácností existuje ve strukturách veřejné správy v Japonsku (koseki), Vietnamu (Hộ khẩu) a Severní Koreji.    V Jižní Koreji byl systém Hoju zrušen 1. ledna 2008. 
Rodinné registrace existovaly v Číně již od dynastie Sia. V následujících stoletích se rodinná registrace vyvinula v organizaci rodin a pro daňové, odvodové a sociální účely.
Po reformách iniciovaných Teng Siao-pchingem v roce 1979 byli občané zbaveni neoficiálního pohybu. Tyto reformy také vytvořily pobídky k přestěhování do rychleji se rozvíjejících pobřežních regionů.
Přestože většina obyvatelstva je stále vázána na místo, které jim bylo přiděleno, v současnosti žije asi 150 až 200 milionů Číňanů  jako migrující pracovníci na jiných místech. Například v Kantonu žije více než tři miliony lidí, kteří nejsou oficiálními občany města. Proto mají mimo jiné menší přístup ke vzdělání a sociálním zabezpečením.
Je zde obava, že masy přesídlenců vyvinou na města obrovský tlak. To by vedlo k tomu, že již přetížené sociální systémy ve městech by se mohly zhroutit a hospodářský rozvoj ve venkovských regionech by se mohl dále zpomalit odstraněním jistých elit.
Po obrovské poptávce po pracovní síle v prosperujících metropolitních oblastech pobřežních regionů mohli venkovští uchazeči o práci poprvé pracovat ve městech ve větším počtu, i když jen dočasně. Systém Chu-kchou se již v některých provinciích, například v Kuang-tungu, reformuje. V Kantonu nyní žije velmi mnoho obyvatel, kteří původně nepocházejí z města.
Ve městě Čchung-čching se v období od poloviny roku 2010 do konce roku 2011 rozšířila práva obyvatelstva na přibližně 3 miliony migrantů z venkovského zázemí. Do konce roku 2012 S'-čchuan odstranila všechny rozdíly mezi obyvateli města a venkovským regionem v rámci své oblasti. Tyto reformy nezruší Chu-kchou, ale rozšiřují privilegia na všechny obyvatele regionu. 
Koncem července 2014 byla představena reorganizace systému, která se má implementovat do roku 2020. V obcích a městech s méně než milionem obyvatel se registrace občana uvolňuje. Každý, kdo se přestěhuje do těchto míst, se může zaregistrovat a využívat všechny městské služby. Ve městech s milionem až třemi miliony obyvatel je jen málo žádostí o nové registrace, přičemž přechodným obdobím by se mělo zajistit, aby tato města nebyla přeplněna novými občany. Ve městech od tří do pěti milionů obyvatel by měly být možné nové registrace „v přiměřeném rozsahu“. Původně nebyly zveřejněny žádné další informace. Pro velká města v Pekingu a Šanghaji se zavede bodový systém. Registrace se přijímá pouze v přísně regulovaných množstvích, občané se musí kvalifikovat podle délky zaměstnání, životních podmínek a sociálního zabezpečení. 